# Piero Leddi
Piero Leddi, né le 30 août 1930 et mort le 4 juin 2016, est un peintre italien.

## Biographie
Piero Leddi est né à San Sebastiano Curone dans la Province d'Alexandrie. Après son déplacement à Tortone, Piero Leddi s'est intéressé à la peinture, influencé par les œuvres de Giuseppe Pellizza. En 1951, il s'installe à Milan, où il a commencé à travailler en tant que graphiste. Il a tenu ses premières expositions solo en 1953 et en 1958.
L'art de Leddi est principalement basé sur le thème de la ville moderne, composé de paysages industriels, d'intérieurs de la vie urbaine, des voitures et des discussions intellectuelles. Un autre thème parallèle favori, est le déclin du monde de rural archaïque, souvent symbolisé par Fausto Coppi, le fils de deux agriculteurs, dont l'histoire et la fin tragique a été vu comme un symbole d'un paysan épique. Son art est caractérisé par des couleurs délicates, et il utilise fréquemment des couleurs pastel, souvent mélangées à l'aquarelle et tempera. Dans ses œuvres, on retrouve souvent un pêle-mêle d'éléments, ce qui conduit à des rendus expressionnistes. À partir des années 1960, il a commencé à inclure dans les compositions géométriques thèmes de moules post-Cubiste.
Leddi est décédé le 4 juin 2016 à l'hôpital Niguarda de Milan en raison de complications postérieures à la rupture d'un fémur. Il avait 85 ans.